# フランソワ・クレパン

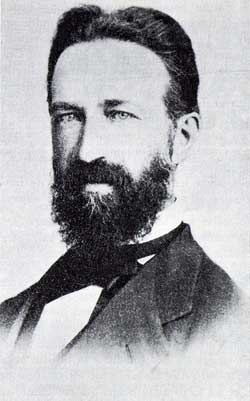
François Crépin

フランソワ・クレパン（François Crépin、1830年10月30日 - 1903年4月30日）はベルギーの植物学者である。ブリュッセル州立植物園の園長を務めた。バラ科の植物の分類学的研究で知られる。

## 略歴
ロシュフォールで生まれた。1861年にルイ・ヴァン・ホウテが校長をつとめるヘントのゲンツブルヘの州立園芸学校の教授となった。1866年にベルギー王立植物学会の書記長になり、1872年にベルギー王立科学芸術アカデミーの会員となり、ブリュッセル自然史博物館の学芸員になった。1876年にブリュッセル州立植物園の園長になり引退する1901年までその職にあった。ボワシエ植物標本館の会誌にいくつかの論文を書いた。
ウコギ科の属名、Crepinella（Scheffleraのシノニム）などに献名された。

## 著作
- Manuel de la flore de Belgique, ou Description des familles et des genres, Bruxelles : E. Tarlier, 1860, 1 vol. (LXXV-236 p.), in-18  (réédité en 1916)
- Primitiæ monographiæ Rosarum: matériaux pour servir à l'histoire des roses. 1869–1882
- Les roses récoltées par M. Paul Sintenis dans l'Arménie turque en 1889. 1890